# جذاذة (إلكترونيات)

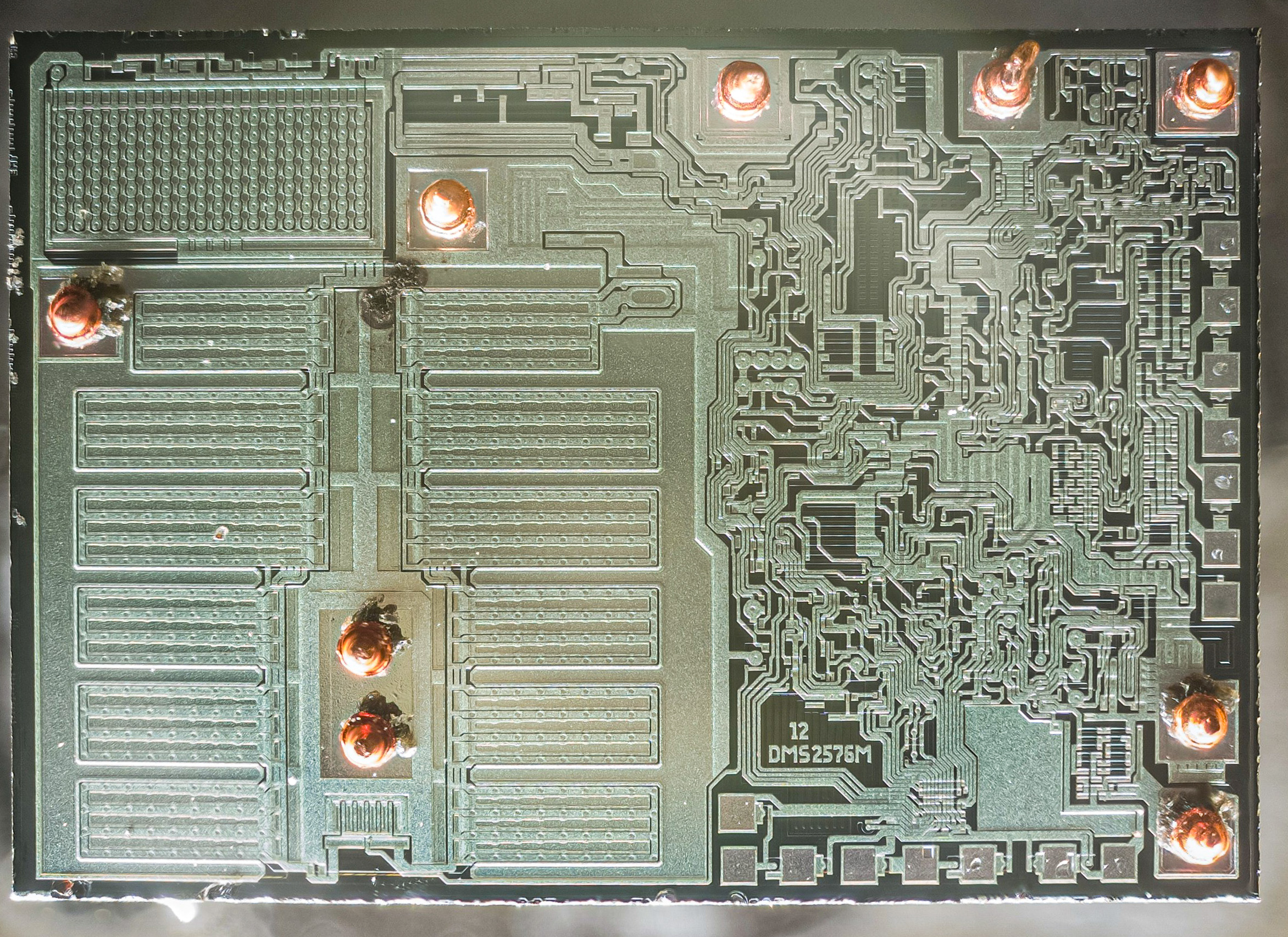
جذاذة الدارة المتكاملة LM2576T مطبوعة طباعة حجرية

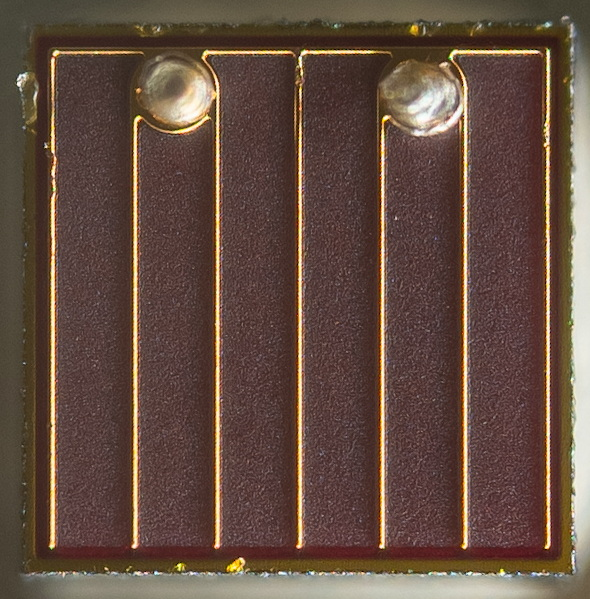
جذاذة ثنائي باعث للضوء الأحمر بقدرة 1 واط

في الإلكترونيات، الجُذاذة أو النَّرْدَة (بالإنجليزية: die)‏، هي تجميع للمواد شبه الموصلة لتصنيع دارة ذات وظيفة محددة. تُصنَّع الدارات المتكاملة عادةً بأعداد كبيرة مجموعة على شريحة واحدة من أشباه الموصلات مثل السيلكون المُعد للإلكترونيات أو زرنيخيد الغاليوم، وتستخدم لذلك تقنيات متنوعة مثل الطباعة الحجرية الضوئية. تُقطَّع الشريحة بعذ ذلك إلى قطع صغيرة، تحوي كل منها نسخة واحدة من الدارة المُصنَّعة، وتُسمى جذاذة.
لتسهيل تثبيت العنصر أو الدارة المتكاملة على اللوحة المطبوعة تُحفَظ الجذاذات عادةً في محيفظات متنوعة الأشكال [الإنجليزية].

## عملية التصنيع
تُصنع معظم الجذاذات من السيلكون وتستعمل في الدارات المتكاملة. تبدأ العملية بإنتاج سبائك السيلكون وحيد البلورة. ثُمَّ تُقص هذه السبائك لتكون أقراص قد يصل قطرها حتى 300 ملم.
تُصقل هذه الرقائق وتُشذَّب قبل الطباعة الحجرية الضوئية. تُصنع الترانزستورات في خطوات عديدة متتابعة وتُوصَل فيما بينها بطبقات بينية من معدن مُوصِل. تخضع هذه الشرائح المُصنعة بعدها لاختبارات الوظائف [الإنجليزية] لتحقق من صحة عملها. وتقطَّع الشرائح بعد ذلك وترتب وتستنثى الجذاذات المعيبة. تُحفظ الجذاذات السليمة بعد ذلك في محيفظات وتنتج دارات متكاملة جاهزة للاستعمال.

## الاستعمالات
يمكن أن تحوي الجذاذة على أنواع عديدة من الدارات. وحدة المعالجة المركزية هي مثال عن نجذاذة لدارة متكاملة. استعمال الجذاذات ليس محصوراً على الدراات المتكاملة، فيمكن أن تحوي الجذاذة عنصر إلكتروني مثل الثنائيات الباعثة للضوء أو أجهزة أشباه الموصولات عالية القدرة.

## معرض الصور

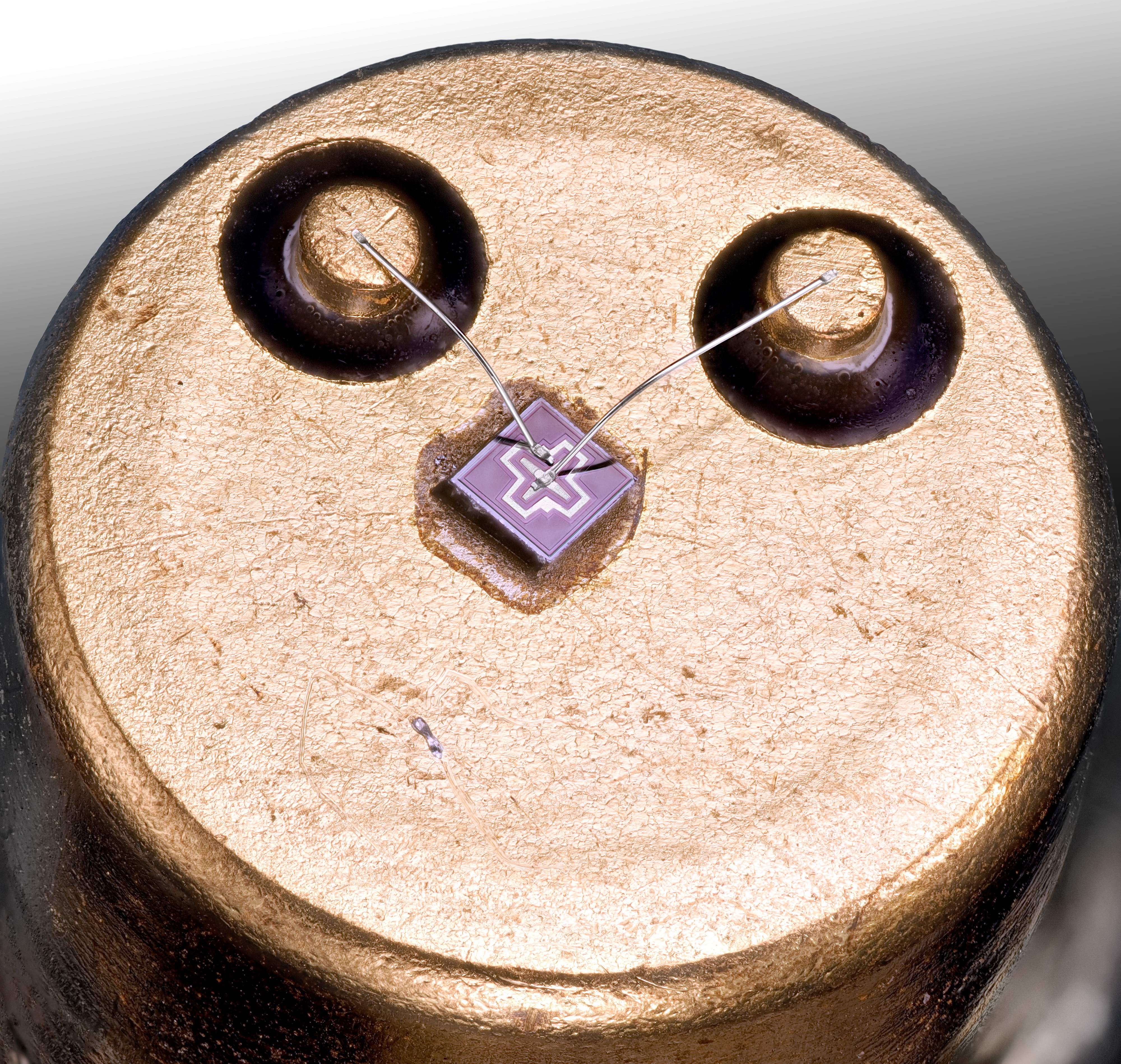
جذاذة ترانزستور ثنائي القطبية نوع npn
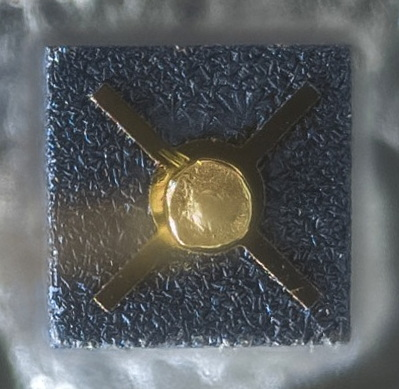
جذاذة مستقبل للأشعة تحت الحمراء
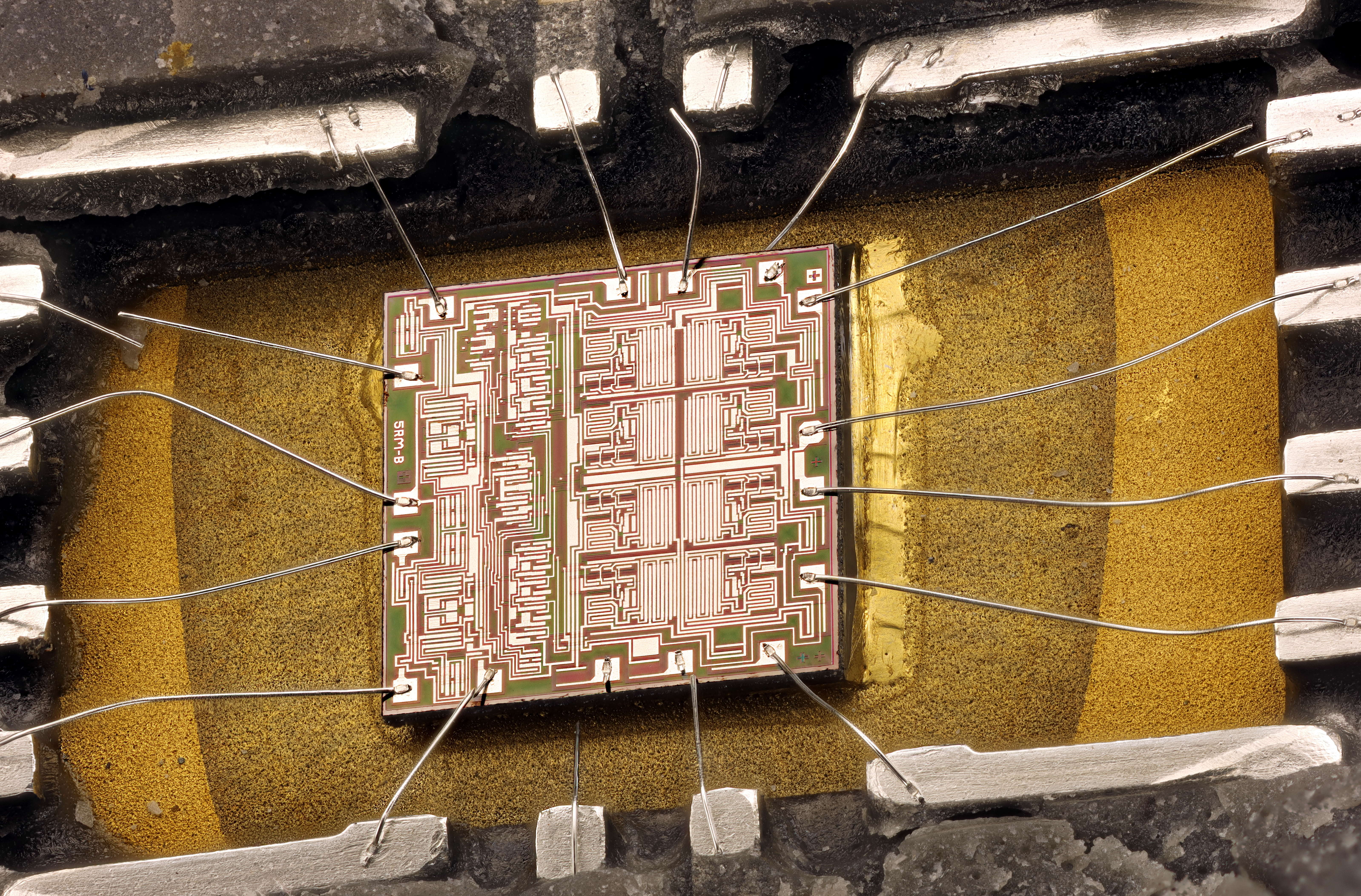
جذاذة دارة متكاملة تكاملاً صغير النطاق مع أسلاك ربط
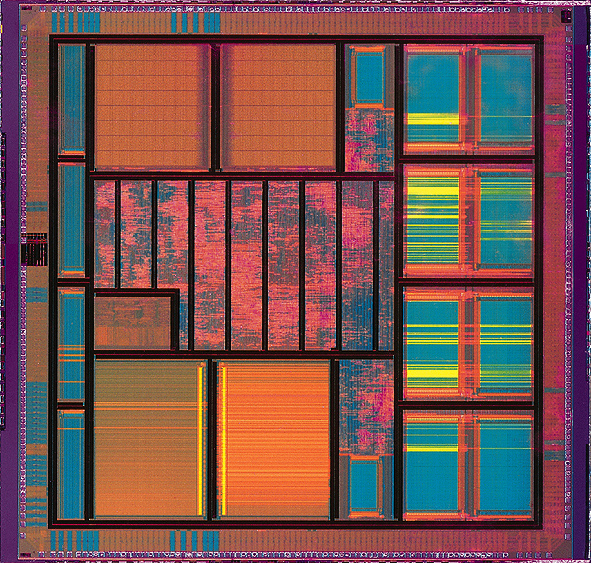
جذاذة دارة متكاملة تكاملاً وسيع النطاق
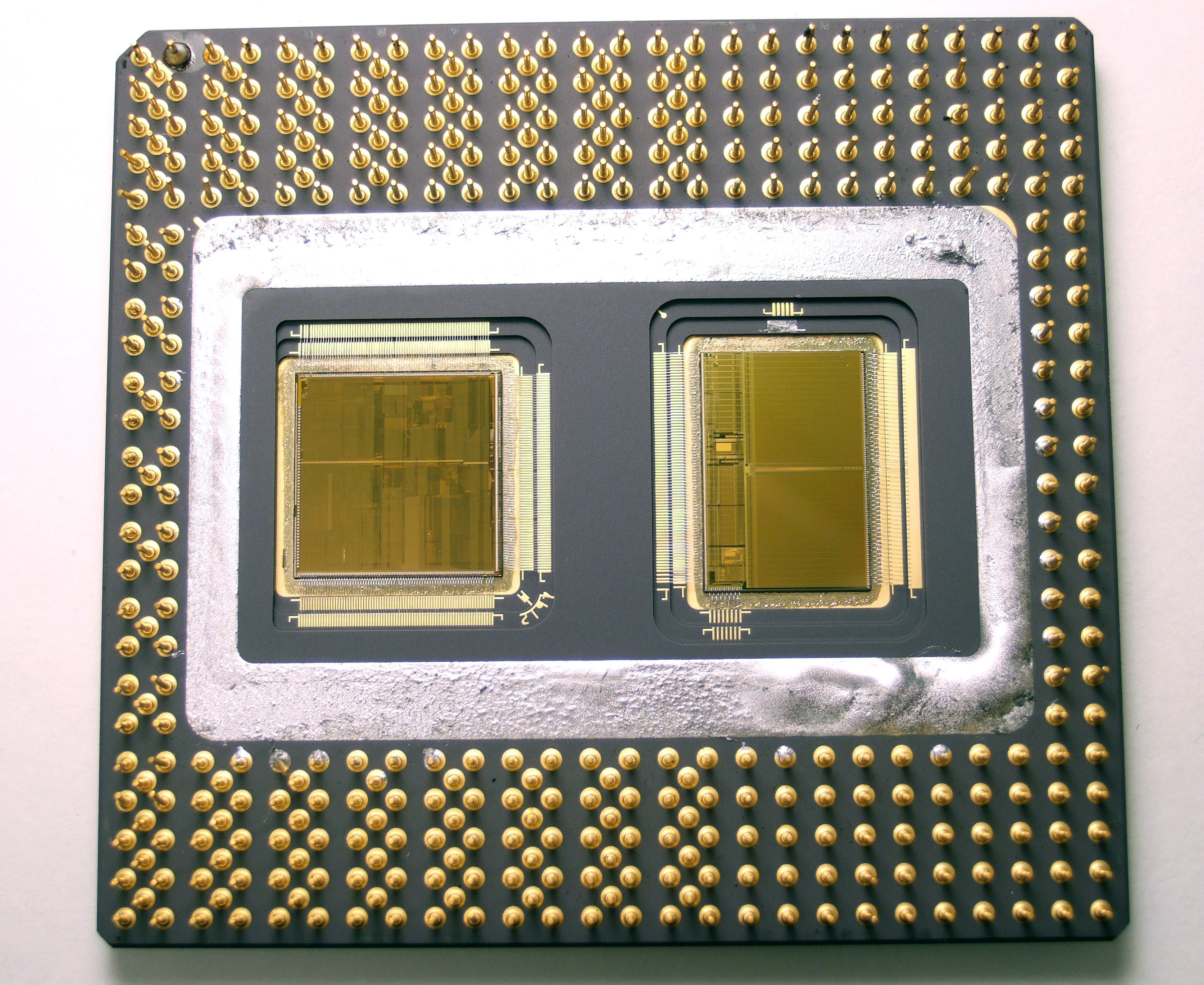
جذاذتان مثبتتان على حامل رقاقة [الإنجليزية]